# Joséphine Le Tutour
Joséphine Le Tutour est un mannequin français né en 1994 à Camors.
Née le 20 novembre 1994 à Camors, elle est découverte en 2011 lors de la tournée des castings Elite, elle participe au casting de Rennes, où elle est sélectionnée. Elle gagne en novembre 2011 la finale France du Elite Model Look et part ainsi pour la finale internationale à Shanghai. Elle finit dans les dix premiers au classement mondial,. Sa carrière professionnelle de mannequin débute juste après avoir obtenu son bac,.